# 昌派縣
昌派縣是印度的一個縣，位於該國東北部，由米佐拉姆邦負責管轄，面積3,185平方公里，識字率為93.51%，2011年人口125,745，人口密度每平方公里39人。

## 外部連結
- Champhai district website （页面存档备份，存于）

23°28′28″N 93°19′32″E / 23.47444°N 93.32556°E